# 眼精疲労
眼精疲労 (がんせいひろう, Asthenopia) とは、物を見ているだけで目の疲れや痛みを感じ、視野がかすんだり、頭痛、嘔吐などが起きる状態。眼疲労(疲れ目)とは異なり、睡眠をとっても症状が回復しないほどの重篤な状態を言う。

## 軽減法
自己の生活習慣の改善によって症状を抑えきれない場合には、速やかに眼科医の診察を受けるべきであるが、以下の項目で比較的簡単に行える軽減法を紹介する。

### 症状の発生を抑える
これには日々の生活の中で最も目を使う状況に適した眼鏡をあつらえるという方法がある。
例えば軽度の遠視の場合は裸眼検査で1.5などの良い数値を得るために眼鏡を用意するケースはあまり多くないと考えられるが、一方で仕事で一日中パソコンを眺めるという生活を送っている場合、本人の目に適さない (近すぎる) 対象を一日中見ることになるため、目のピントを合わせる部分に疲労が蓄積しやすい。従って常用距離をパソコン用に1メートル程度に設定した眼鏡を着用することで、目の負担を軽減することができるのである。

### 症状を和らげる
疲労してしまった目や周りの筋肉から疲労を和らげるとする場合、マッサージを行う、温めたおしぼりで目を覆うなどの方法で血行を良くし、老廃物の代謝を促す方法が考えられる。
これらの方法は就寝前に行うことが効果的である。

#### 目のマッサージ
実際には、目の周りの筋肉をマッサージする。親指ないし人差し指の先をまぶたの上から優しく押し込み、小さく丸を描きながら目の内側から外側へ移動して行く。目の上側をマッサージしたなら、目の下側も同様に行う。より具体的なマッサージ方法についてはインターネット上で簡単に調べることが可能であるのでそれらを参照するとよい。

#### 目を温める
人肌よりやや熱めのおしぼりを用意し、両目の上から1分ほど覆うと良い。上記のマッサージ法と併用するとより効果的である。冷たいおしぼりを交互に乗せることでよりすっきりとした気分になることができる。
冷たいおしぼりと熱めのおしぼりを交互に使用すると、目の血管が伸び縮みする。したがって、目の血流が良くなり、疲労解消につながる。